# 미기상학
미기상학(微氣象學)은 산복, 삼림지, 하천유역 그리고 각 도시와 같은 매우 작은 면적에 대한 기상상태의 변동을 연구하는 학문이다. 사막이나 대양과 같은 광활한 지역에 걸친 기상변동을 연구하는 대기상학과 대비된다.